# بزرگ‌تر (آلبوم)
بزرگ‌تر ششمین آلبوم استودیویی از گروه موسیقی موسیقی کانتری شوگرلند است که در ۸ ژوئن ۲۰۱۸ توسط بیگ ماشین رکوردز منتشر شد.